# Pudukkottai (dystrykt)

Dystrykt Pudukkottai na mapie stanu Tamilnadu

Pudukkottai – jeden z dystryktów stanu Tamilnadu (Indie). Od północnego wschodu i północy graniczy z dystryktem Tiruchirapalli, od północy i wschodu z dystryktem Thanjavur, od południowego wschodu z Cieśniną Palk, od południowego zachodu z dystryktem Ramanathapuram, od południowego zachodu i zachodu z dystryktem Sivaganga. Stolicą dystryktu Pudukkottai jest miasto Pudukkottai.